# جون ميلتون (سياسي)
جون ميلتون (بالإنجليزية: John Milton)‏ هو محامي وسياسي أمريكي، ولد في 20 أبريل 1807 في مقاطعة جيفرسون في الولايات المتحدة، وتوفي في 1 أبريل 1865 في ماريانا في الولايات المتحدة. حزبياً، نشط في الحزب الديمقراطي. وقد انتخب حاكم ولاية فلوريدا ‏ (7 أكتوبر 1861 – 1 أبريل 1865) وانتخب عضو مجلس نواب فلوريدا.